# Acalypha swallowensis
Acalypha swallowensis là một loài thực vật có hoa trong họ Đại kích. Loài này được Fosberg mô tả khoa học đầu tiên năm 1940.